# Little Gay Boy
Pour plus de détails, voir Fiche technique et Distribution.
Little Gay Boy est un film français sorti en salle en 2015 à Saint-André-des-Arts. Il a été projeté dans des festivals du cinéma LGBTQ au travers le monde.

## Synopsis
Little Gay Boy Triptyque a pour abréviation LGBT et c'est le premier film du réalisateur Antony Hickling . Le film, très underground, parle de Jean Christophe (JC), un jeune adolescent qui découvre sa sexualité. La première partie, L'Annonciation, raconte la conception de JC par sa mère prostituée. La deuxième partie, Little Gay Boy Christ Is Dead, parfois violente, utilise le body art, la danse et le texte pour transmettre son message. Dans la troisième partie, Holy Thursday, JC rencontre son père pour la première fois. L’ensemble, plongé dans un univers de symboles et d’images religieuses, mêle humour, distance, rêves et fantasmes, à l’appui d’un propos fort et singulier,,,,,.

## Fiche technique
- Titre : Little Gay Boy[8],[9]
- Réalisation : Antony Hickling
- Scénario : Antony Hickling
- Producteur :  Antony Hickling
- Musique : Xavier Bussy, Anna Brooke
- Photographie : Christopher Rivoiron, Amaury Grisel, Tom Chabbat
- Montage : Victor Toussaint
- Distribution : Optimale (France), The Open Reel (Italy), Éditions L'Harmattan
- Pays d'origine :  France
- Genre : drame
- Durée : 72 minutes
- Dates de sortie : 2013 (France)

## Distribution
- Gaëtan Vettier : JC
- Manuel Blanc : Père
- Gala Besson: Ange Gabriel
- Amanda Dawson: Maria
- Biño Sauitzvy: Danseur

## Distinctions
- Festival Mix Brasil (pt) 2017 : Prix du jury du Meilleur film[10]
- Prix mention spéciale lors du festival Chéries-Chéris 2013.
- The Trilogy (Little Gay Boy, Where Horses Go to Die & Frig) reçoit les prix Christian Petermann pour ses œuvres innovantes. Des scénarios controversés exprimés à travers la musique, la danse et l'audace au IV DIGO – Festival international du film sur la diversité sexuelle et le genre du Goiás, Brésil, 2019
- Holy Thursday (The Last supper) – Mention spéciale . Chéries-Chéris, France, 2013[11]
- Mention spéciale pour son film Little Gay Boy au dernier Rio FICG, Rio di Janerio, Brésil[12]

### Présentation en festivals[13],[14]
- Festival Chéries-Chéris, Paris[15]
- Festival Only Porn, Lyon
- Festival de Durban, Afrique du Sud
- Festival Merlinka (en), Sarajevo[16]
- Festival Mezipatra,  République tchèque
- Festival Zinegoak (es), Bilbao
- Festival Mix Copenhagen, Danemark
- In & Out, Nice[17]
- Cinémarges, Bordeaux[18]
- QueerLisboa International Film Festival
- Rio Festival de Cinema Gay, Rio di Janeiro, Brésil[19]
- Bari international Gender Film Festival[20]
- No IV DIGO – Goiás Sexual Diversity and genre International Film Festival, Brazil
- Mix Mexico Festival 2018 (Cineteca Nacional de Mexico)[21].
- Next International Film Festival, Timisoura, Romania[22]
- Montevideo International Film Festival, Uruguay 2014[23]
- Out festival Peru, Pérou[24]
- Cine Morelos, Diversidad Somos,Cuernavaca, Mexico[25]
- London Lesbian and Gay Film Festival, London[26]
- Next Film Festival, Bucarest, Romania
- Semana Rainbow, Mostra de Cinema Queer da Semana Rainbow da UFJF, Brésil[27]
- Queer Zagreb, Perforacije Festival Zagreb, Croatia 2019[8],[28]